# 奈斯湖
奈斯湖（英語：Gneiss Lake），是南極洲的湖泊，位於南奧克尼群島的西格尼島南部，處於奈斯山脈西面，在1981年由英國南極名稱諮詢委員命名，現時由南極條約體系管理。